# Fontellas (Huesca)
Fontellas es una localidad del municipio de Ayerbe, comarca de la Hoya de Huesca, provincia de Huesca, Aragón. Está situada a 27 km de Huesca.

## Historia
- En el año 1083 se nombra como "Fontilgas" (UBIETO ARTETA, Cartulario de San Juan de la Peña, n.º 241).
- En el año 1495 la población contaba con 4 fuegos.

## Monumentos
- Iglesia parroquial dedicada a Santa Ana (se celebra una romería cada 26 de julio)
- Fuente lavadero (siglo XVIII)
- Cruz de término (siglo XVIII)